# Mangerwiese-Wotanseiche
Mangerwiese-Wotanseiche ist ein Naturschutzgebiet  im Gebiet des Stadtkreises Pforzheim (NSG-Nummer 2.167) in Baden-Württemberg. Mit Verordnung  vom 13. Oktober 1993 hat das Regierungspräsidium Karlsruhe das Gebiet unter Naturschutz gestellt. 

## Lage
Das Naturschutzgebiet liegt auf Gemarkung Pforzheim am Westrand des großen Waldgebietes „Hagenschieß“ südöstlich anschließend an das Wohngebiet „Haidach“ zwischen 389 und 429 Meter über NN. Es gehört zum Naturraum 150-Schwarzwald-Randplatten innerhalb der naturräumlichen Haupteinheit 15-Schwarzwald. Es grenzt mit 2 Seiten an das rund 5.970 Hektar große Landschaftsschutzgebiet für den Stadtkreis Pforzheim (Nr. 2.31.001) und ist Teil des rund 1.902 Hektar großen FFH-Gebiets Nr. 7118341  Würm-Nagold-Pforte.  
Der Charakter des natürlichen Bodenreliefs ist durch die frühere Nutzung als Truppenübungsplatz anthropogen überprägt. Es sind Schützengräben, Schanzlöcher, kleine Aufschüttungen und alte Fahrspuren vorhanden, die die ökologische Vielfalt und Bedeutung des ohnehin schon sehr abwechslungsreichen Reliefs noch erhöhen.

## Schutzzweck
Wesentlicher Schutzzweck ist
- die Erhaltung und Entwicklung der Gebüsche, Wälder und Gehölzsäume sowie des Grünlandes mit ihren artenreichen Beständen;
- die Erhaltung und Entwicklung der Nass-, Feucht- und wechselfeuchten Wiesen, der Kleingewässer, der Hochstaudenfluren und der Feuchtgebüsche;
- die Erhaltung und Entwicklung sowohl basenreicher als auch basenarmer Magerstandorte mit ihrer jeweiligen besonderen Flora;
- die Erhaltung und Förderung der verschiedenen, reich gegliederten Wuchsorte als Lebensraum der typischen Tier- und Pflanzenwelt mit ihrer wechselseitigen Abhängigkeit, insbesondere der Schmetterlings- und Vogelwelt sowie der Amphibien;
- die wissenschaftliche Beobachtung der natürlichen Sukzession;
- die Entwicklung von standortgerechten, heimischen Laubmischwäldern auf staunassen und wechselfeuchten Standorten.